# 名作推理劇場
『名作推理劇場』（めいさくすいりげきじょう）は、1962年10月7日から1963年4月28日までNET（現・テレビ朝日）系列局が編成していたNETテレビ製作の単発テレビドラマ枠である。日本ガス協会の一社提供。編成時間は毎週日曜 20:45 - 21:45 （日本標準時）。

## 放送作品一覧

### 1962年
1. 幻の女
2. 消された時間
3. 歪んだネクタイ
4. 長いお別れ
5. コール・ガール
6. 暁の死線
7. 死のブルース
8. 黒いデート
9. 唇は忘れない
10. 黒衣の花嫁
11. わたしを深く埋めて
12. 晩餐後の筋書
13. 妄執の影

### 1963年
1. 警部の娘
2. 秘められた蜜月
3. 警察物語 (1) 非常口
4. 警察物語 (2) ダイヤのブローチ
5. 警察物語 (3) 過去の扉
6. 警察物語 (4) 非情
7. 警察物語 (5) 絹のマフラー
8. 死者との結婚
9. 警察物語 (6) 死角
10. 警察物語 (7) 虚飾
11. 警察物語 (8) 都会
12. 黒い天使
13. 霊柩車をもう一台
14. 囁く死体
15. 睡眠保険
16. 人の死に行く道